# POCCC
POCCC est l'acronyme originel de Prévoir, Organiser, Commander, Coordonner, Contrôler, les cinq activités administratives de base pour Henri Fayol telles qu'elles sont présentées en 1916 dans son ouvrage Administration générale.
En 1935, un consultant américain, Luther Gulick  propose de l'améliorer en POSDCORB.

## Les cinq activités administratives de base de Fayol
- Prévoyance
- Organisation
- Commandement
- Coordination
- Contrôle

## Luther Gulick
POSDCORB

## Jean-Pierre Gruère: POCC
1991. Reprenant la présentation de Fayol faite par deux auteurs américains, Newman et Warren passe la fonction Coordination sous silence.
La prégnance du livre réédité de 1991 à 2010 sans correction notable  impose de facto le schéma POCC dans les milieux académiques.
Il sera repris par les meilleurs auteurs (Thétart, Thévenet) et la fonction Coordination oubliée.

## Articles annexes
- Coordination
- POSDCORB
- Fayolisme